# Gymnobisium megalodontum
Espèce
Gymnobisium megalodontum est une espèce de pseudoscorpions de la famille des Gymnobisiidae.

## Distribution
Cette espèce est endémique de l'État-Libre en Afrique du Sud. Elle se rencontre vers Harrismith et Fouriesburg.

## Description
Les mâles mesurent de 1,75 à 1,80 mm et les femelles de 1,86 à 2,10 mm.

## Systématique et taxinomie
Cette espèce a été décrite par Neethling et Neethling en 2023.

## Publication originale
- Neethling & Neethling, 2023 : « A systematic revision of the South African Gymnobisiidae (Pseudoscorpiones: Neobisioidea). » Zootaxa, no 5256(6), p. 501-543.